# 손바이 버사르
손바이 버사르 (Sonbai Besar)는 티모르섬에서 1658년에서 1906년까지 서티모르의 지역의 광범위한 영토를 지배했던 고대 왕국이다.

## 왕국의 성립 역사
손바이 버사르의 건국 역사는 티모르섬의 지배권 탈환을 위한 네덜란드와 포르투갈 양국의 오랜 갈등과 빈번한 충돌에 깊은 관련이 있다. 서티모르의 아토니 (Atoni)족들 사이에서 가장 영향력이있던 통일 손바이 왕국은 1649에서 1655년까지 포르투갈 정부와 동맹 관계를 유지 했다. 그러나 얼마 지나지 않아 포르투갈과의 기존의 동맹을 파기하고, 다시 1655년에서 1658년까지 네덜란드 동인도 회사와 동맹을 맺었다. 1657년에서 1658넌 사이에 발생한 포르투갈 혼혈계 민족인 토파즈족과의 연이은 전쟁에서의 패배로 인하여, 손바이 왕국은 두 개의 왕국으로 분리가 된다. 첫 번째로 분리된 왕국인 손바이 끄찔 (Sonbai Kecil)은 네덜란드가 요새를 세우고 자국의 영토로 편입 시켜 지배하던 쿠팡 지역으로 이주한 집단들에 의해서 새로운 왕국을 세웠다. 서티모르의 내륙에서 포르투갈의 감시와 지배를 받던 나머지 세력들은 손바이 버사르 (Sonbai Besar)로 불리며 자체적인 왕국을 유지했다.

## 전통적인 통치자의 권한과 지위
손바이 버사르의 지지세력들은 케이저(Keizer, 황제라는 뜻)라는 칭호의 통치자인 왕의 지배를 받았다. 티모르지역의 전통적인 관습에따라, 손바이 버사르의 왕은 실제적으로 직접 통치권이 없이 페토(Feto)라는 여성적인 의미를 부여한 상징으로서 군림하였다. 정치적인 권한은 우이스 코노(Uis Kono) 혹은 아마 코노(Ama Kono)라고 불리는 코노 일족의 막료인 모네(Mone)라는 남성을 의미하는 총독이 행사 하였다. 이러한 정치 체계로 인하여, 왕국의 북동부 지역은 우이스 코노(Uis Kono) 일족에 의해서 다스려지고, 중앙지역인 몰로(Mollo)는 오에마탄(Oematan) 일족들이 양두정치 체계와 유사한 공동 대표 총독들에 의해서 지배를 받았다. 서부 지역은 주요 핵심 영주들인 유시프(Usif)들의 지배하에서 여러 지역을 지배 관리하는 아마프 나엑 (Amaf naek, 위대한 아버지라는 뜻)이라는 소(小)영주들이 있었으며, 다시 아마프 나엑의 지배 하에는 여러 마을들을 다스리는 아마프(amaf, 아버지라는 뜻)라는 족장들로 구성이 되어있는 정치 체계를 이루었다.

## 포르투갈 지배에서의 이탈
토파즈인들과 손바이 버사르 왕국의 사이의 관계에서는 협력과 반목이 자주 번복 되었다. 그리고 전통적인 방식의 식민지배가 수반되지 못했다. 손바이 버사르 왕국의 영주들은 주요 수입원인 백단유(백단향에서 채취하는 기름으로 향수의 원료)을 포르투갈과 다른 해외 선박들이 선적하는 해안 지역으로 운송을 했고, 이러한 백단향은 마카오와 당시 인도네시아의 바타비아 (Batavia, 자카르타의 옛 이름)으로 팔려 나갔다. 그러는 와중에, 1711년~1713년과 1722년에 손바이 왕국과 토파즈인들 사이에 심각한 분쟁이 발생하였다. 1748년 손바이 왕국의 통치자 알폰소 살레마 (Alfonso Salema), 암포안 (Afoan)과 아마누반 (Amanuban)의 왕들은 반란을 일으킨후, 쿠팡 지역으로 망명을 한다. 알폰소 살레마는 많은 수의 자기의 추종 세력들과 함께 쿠팡 지역으로 이동을 했고, 이는 쿠팡 지역에 위치한 네덜란드 동인도 회사와 토파즈 부족의 지도자인 가스파 다 코스타 (Gaspar da Costa)와의 극도의 분쟁의 발단이 되었다. 1749년 11월 펜푸이 전투에서 토파즈 군사들은 쿠팡의 네덜란드 동인도 회사 연합군들에 의해서 패배를 하고 만다. 그리고 서티모르 지역의 상당부분의 영토가 네덜란드 동인도 회사의 영향력 아래 놓이게 된다.

## 네덜란드와의 관계
손바이 버사르와 손바이 버사르의 새로운 영주국은 다시 분쟁이 발생한다. 1752년 알폰소 살레마는 내란을 음모했다는 죄목으로 네덜란드 동인도 회사로부터 추방당하게 된다. 알폰소 살레왕의 손자인 알폰수스 아드리아누스 (Alphonsus Adrianus)왕은 내륙지역에서 그의 새로운 왕국을 세운다. 1802년 알폰수스 왕의 죽음이후, 그의 후계자이자 아들인 나이 소베 손바이 2세 (Nai Sobe Sonbai II)는 1808년~1867년까지 길고 힘든 통치 기간동안 자기의 권좌 유지에 어렴움을 겪으며 서서히 권력을 새로이 규합해 나갔다. 1847년에서 1850년 그리고 1855년에서 1857년 두 차례 쿠팡 지역에서 네덜란드와의 전쟁이 발발하였다. 손바이 버사르의 마지막 왕인, 나이 소베 손바이 3세 (Nai Sobe Sonbai III 재위 기간 1885~1906)는 항거 끝에 1906년 네덜란드 군인들에게 체포되었다. 나이 소베 손바이 3세는 숨바섬으로 추방이 되었고 1922년에 그곳에서 숨을 거두었다. 현재의 서티모르에서는 나이 소베 손바이 3세를 식민지 열강들에 대항한 영웅으로 평가 받으며, 쿠팡의 중심부에는 그를 기리는 기념상이 세워져 있다.

## 역대 손바이 버사르의 왕[1]
- Ama Tuan (Ama Utang) c. 1650-c. 1680
- A son late 17th century
- Dom Pedro Sonbai (Tomenu) mentioned 1704-1726 (son)
- Dom Alfonso Salema (Nai Bau Sonbai) before 1748-1752 (son)
- Don Bernardo (Nai Sobe Sonbai I?) 1752-1760 (son)
- Albertus Johannes Taffy (Nai Tafin Sonbai) 1760-1768 (brother)
- Alphonsus Adrianus (Nai Kau Sonbai) 1768-1802 (son)
- Nai Sobe Sonbai II 1808-1867 (son)
- Nai Bau Sonbai 1867-c. 1885 (son)
- Nai Nasu Mollo co-emperor 1870-1885 (cousin)
- Nai Sobe Sonbai III 1885-1906 (son of Nai Sobe Sonbai II)

## 같이 보기
- 손바이
- 손바이 끄찔

## 참고 문헌
- G. Heymering (1847), 'Bijdragen tot de geschiedenis van Timor', Tijdschrift van Nederlandsch-Indië IX:3, pp. 1–62, 121-232.
- P. Middelkoop (1938), 'Iets over Sonba'i, het bekende vorstengeslacht in Timor', Tijdschrift voor Indische Taal-, Land- en Volkenkunde 78, pp. 392–509.
- S. Müller (1857), Reizen en onderzoekingen in den Indischen Archipel, Vol. II. Amsterdam: F. Muller.